# Tarragonès
Il Tarragonès (nome ufficiale in lingua catalana; in spagnolo Tarragonés) è una delle 41 comarche della Catalogna, con una popolazione di 222.444 abitanti; suo capoluogo è Tarragona, città alla quale deve il nome.
Amministrativamente fa parte della provincia di Tarragona, che comprende 10 comarche.

## Comuni
| Municipi              | Popolazione |
| --------------------- | ----------- |
| Altafulla             | 5.993       |
| La Canonja            | 5.184       |
| El Catllar            | 5.821       |
| Constantí             | 7.945       |
| Creixell              | 4.941       |
| El Morell             | 4.906       |
| La Nou de Gaià        | 2.940       |
| Els Pallaresos        | 5.844       |
| Perafort              | 2.902       |
| La Pobla de Mafumet   | 3.989       |
| La Pobla de Montornès | 4.823       |
| Renau                 | 100         |
| La Riera de Gaià      | 3.877       |
| Roda de Barà          | 7.902       |
| Salomó                | 2.832       |
| Salou                 | 31.839      |
| La Secuita            | 3.940       |
| Tarragona (capitale)  | 140.323     |
| Torredembarra         | 21.880      |
| Vespella de Gaià      | 1.905       |
| Vilaseca              | 22.975      |
| Vilallonga del Camp   | 3.825       |